# Еліава Микола Зурабович
Микола (Ніколоз) Зурабович Еліа́ва (груз. ნიკოლოზ ზურაბის ძე ელიავა; 1876 — 1937) — грузинський юрист, політик. Член Російської соціал-демократичної робітничої партії. До арешту працював економістом Вищої ради народного господарства.

## Біографія
Народився 1876 року в селі Ганірі в Імеретії. Закінчив юридичний факультет Московського університету в 1902 році.
У 1902 році він захищав групу робітників, ув'язнених у Батумі, які в березні зіткнулися з поліцією та військами під час демонстрації, організованої Йосифом Джугашвілі (Сталіним) з вимогою звільнити його товаришів, заарештованих після страйку. З 1905 року був членом фракції «більшовиків» РСДРП. Працював другим редактором журналу «Мандрівник». У 1910 році обраний головою правління Грузинського національного театру. У 1912 році висланий до Ростова, звідки звільнений за амністією. Потім 3 роки просидів у в'язниці в Санкт-Петербурзі, після чого депортований до Астрахані. З 1916 року працював головним контролером Тбіліського (Тбіліського) комітету поранених. Після Лютневої революції 1917 року з березня по листопад був головою Тбіліського (Тбіліського) губернського комітету постачання. З 1917 року — голова Союзу міст Грузії. У листопаді 1917 року обраний членом Національної ради Грузії. 26 травня 1918 року він підписав Акт проголошення незалежності Грузії. Протягом 1918 року був депутатом парламенту Грузинської Демократичної Республіки. З 1918 року міський очільник Тбілісі. 12 березня 1919 року за списком Соціал-демократичної робітничої партії Грузії обраний депутатом Установчих зборів Грузії.
Після радянської окупації Грузії в 1921 році залишив батьківщину та емігрував. Жив у Стамбулі, потім у Німеччині та Франції. Повернувся до Тбілісі 29 вересня 1926 року. У наступні роки працював у різних державних установах. Був членом Ради адвокатів (Advocates). У другій половині 1930-х років працював економістом Вищої ради народного господарства Грузинської РСР.
15 квітня 1937 року був заарештований за членство в контрреволюційному меншовицькому центрі. 12 липня 1937 року сесія Військової колегії Верховного Суду СРСР засудила його до розстрілу. Вирок виконано в ніч проти 13 липня. Його сина також розстріляли. Реабілітований Військовою колегією Верховного Суду СРСР 8 жовтня 1957 року.

## Членство
- Член Російської соціал-демократичної робітничої партії (1899)
- Депутат парламенту Демократичної Республіки Грузія (1918)
- Член Грузинської національної ради (1917)
- Депутат Установчих зборів Грузії (1919)
- Голова правління Грузинського національного театру (1910)